# Estelnic
Estelnic (en hongrois: Esztelnek) est une commune roumaine du județ de Covasna dans le Pays sicule en Transylvanie. Elle est composée des trois villages suivants :
- Estelnic, siège de la commune
- Cărpineni (Csángótelep)
- Valea Scurtă (Kurtapatak)

## Localisation
Estelnic est situé au nord-est du județ de Covasna, à l'est de la Transylvanie, au pied des monts Ciuc dans les Carpates orientales, à 50 km de Sfântu Gheorghe (Sepsiszentgyörgy).

## Monuments et lieux touristiques
- Église catholique “Saint Simon et Iuda” du village de Estelnic (construite au XIVe siècle), monument historique
- Monastère franciscain du village de Estelnic (construction 1690), monument historique
- Maison en bois Szacsvai-Könczey du village de Estelnic (construite en 1702), monument historique
- Monts Ciucului